# Saint-Christophe-de-Chaulieu
Saint-Christophe-de-Chaulieu is een gemeente in het Franse departement Orne (regio Normandië) en telt 96 inwoners (1999). De plaats maakt deel uit van het arrondissement Argentan.

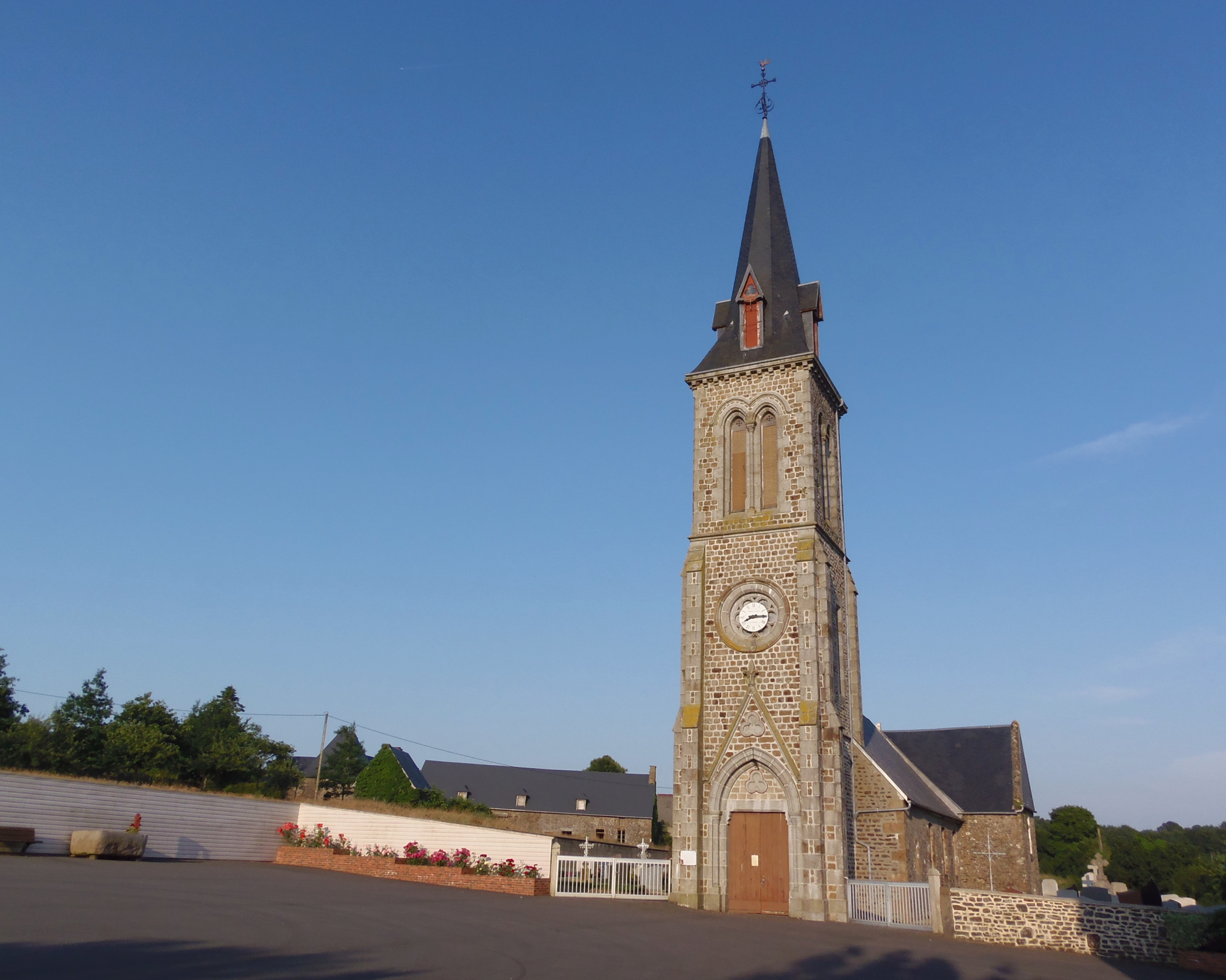
Kerk van Saint-Christophe-de-Chaulieu

## Geografie
De oppervlakte van Saint-Christophe-de-Chaulieu bedraagt 6,5 km², de bevolkingsdichtheid is 14,8 inwoners per km².
De onderstaande kaart toont de ligging van Saint-Christophe-de-Chaulieu met de belangrijkste infrastructuur en aangrenzende gemeenten.

## Demografie
Onderstaande figuur toont het verloop van het inwonertal (bron: INSEE-tellingen).